# Tàu tuần tra cao tốc Mirage
Tàu tên lửa loại nhỏ Mirage (tiếng Nga: Мираж) là tên hiệu của loại tàu tuần tiễu cao tốc loại nhỏ thuộc đề án 1234.1 của Nga (tiếng Nga: Проект 1234.1). Được xếp vào loại tàu tên lửa loại nhỏ (Малый ракетный корабль - МРК, MRK) theo phân loại của Hải quân Liên Xô, Mirage có kích thước nhỏ, gọn, nhẹ, tốc độ cao (50 hải lý/giờ), hoạt động linh hoạt và vũ khí đáng gờm so với kích cỡ của nó.

## Đặc điểm
Tàu có kích thước nhỏ: Dài 35,45 m, rộng 6,79 m, cao 2,76 m. Trọng lượng choán nước là 120 tấn. Vận tốc tối đa lên đến 50 hải lý/giờ tức 93 km/h. Tàu sử dụng 2 động cơ diesel M520B 2 trục, 2 động cơ waterjets (phản lực nước) giúp tàu có thể đạt sức đẩy 10.800 mã lực.

## Vũ trang
1 khẩu AK-306 thuộc loại pháo cao tốc tự động 6 nòng 30 mm nằm phía trước tàu, tốc độ bắn 600 phát/phút, tầm bắn là 4.000m, sơ tốc 900 m/s, dự trữ đạn là 500 viên. 2 súng máy 14,5 mm. Hệ thống tên lửa phòng không Igla-1M với 2-4 (tùy chiếc mà số ống phóng Igla khác nhau) sử dụng tên lửa MANPADS dẫn đường bằng Ir thụ động được nạp sẵn, có thể mang theo khoảng 10-12 tên lửa Igla dự trữ. 1 súng phóng lựu chống ngầm cầm tay DP-64 nằm ở đuôi tàu. Hệ thống tên lửa SHTURM với 6 tên lửa Shturm hoặc ATAKA tầm bắn 5,8 km để chống đổ bộ.

## Hệ thống SHTURM
Hệ thống vũ khí đa năng Shturm với thành phần chính là tên lửa 9M114 đã được quân đội Nga trang bị trên các tàu tuần tra của lực lượng hải quân. Các nhà quân sự đánh giá, Shturn là hệ thống vũ khí hoạt động tin cậy, có tính năng và hiệu quả chiến đấu trên chiến trường cao.
Hệ thống Shturn sau khi được cải tiến thiết bị cơ sở, ngoài việc bắn tên lửa 9M-114 còn có khả năng bắn tên lửa Ataka. Khi sử dụng tên lửa Ataka đã khiến cho hệ thống Shturn tăng hiệu quả sát thương, tăng tầm lên tới 6.000m. Khi lắp Shturn lên tàu, chúng được sử dụng như một mô-đun cố định dạng công-ten-nơ. Hệ thống Shturn điều khiển tên lửa trong phạm vi tầm bay 6.000m. Hệ thống Shturn hoạt động ở nhiều dạng chế độ điều khiển, bao gồm: Điều khiển bán tự động; bằng sóng ra-đi-ô, bằng hồng ngoại hoặc điều khiển bằng tín hiệu điện.
Toàn bộ hệ thống Shturn, bao gồm cả giàn phóng, nặng 48,5 kg, dài 1.832mm. Tên lửa sử dụng cho Shturn có cỡ nòng 130mm, tốc độ bay siêu âm. Đầu đạn chiến đấu của tên lửa Ataka hoặc 9M-114 có ba loại. Loại đầu đạn nổ lõm nối tiếp có khả năng phá huỷ được tất cả mục tiêu được bảo vệ cao như xe tăng chiến đấu chủ lực tiên tiến với vỏ giáp phản ứng nổ (ERA). Khả năng xuyên giáp từ phía sau lớp vỏ ERA của tên lửa tới 800mm. Loại đầu đạn nổ phá dùng để sát thương sinh lực, phá huỷ các loại xe bọc thép chở quân hạng nhẹ, các công sự như lô cốt và tàu nhỏ. Loại đầu đạn dạng thanh xuyên dùng để tiêu diệt các loại máy bay trực thăng và các mục tiêu trên không khác.

## Phục vụ trongQuân chủng Hải quân Việt Nam
Vào những năm 2000-2005, Hải quân Nhân dân Việt Nam có đặt mua của Nga 4 chiếc tàu tuần tra cao tốc thuộc đề án 14310, cùng hợp đồng này là hợp đồng mua các tên lửa Shturm, tên lửa Igla-1M nhằm trang bị cho loại 4 chiếc tàu này. Toàn bộ 4 chiếc được giao từ 1-2 năm sau.